# 3364 Zdenka
3364 Zdenka è un asteroide della fascia principale. Scoperto nel 1984, presenta un'orbita caratterizzata da un semiasse maggiore pari a 2,1989682 UA e da un'eccentricità di 0,1043217, inclinata di 5,54888° rispetto all'eclittica.
L'asteroide è dedicato all'astronoma ceca Zdeňka Vávrová. 